# سحيل جفل (شبام)
'

تعديل مصدري - تعديل

سحيل جفل هي إحدى قرى عزلة شبام بمديرية شبام التابعة لمحافظة حضرموت، بلغ تعداد سكانها 572 نسمة حسب تعداد اليمن لعام 2004.